# Andreye-Dmítriyevski
Andreye-Dmítriyevski  (del ruso: Степной), es un posiólok del raión de Kurgáninsk del krai de Krasnodar, en Rusia. Está situado en las llanuras de Kubán-Priazov, donde se encuentran con las estribaciones septentrionales del Cáucaso, al sur, 21 km al este de Kurgáninsk y 146 km al este de Krasnodar. Tenía 414 habitantes en 2010
Pertenece al municipio Bezvodnoye.

## Transporte
Por la localidad pasa la carretera regional Kurgáninsk-Novokubansk y el ferrocarril entre Armavir y Kurgáninsk.